# Agnes van Leeuwenberch
Agnes van Leeuwenberch (geboren um 1500 in Utrecht; gestorben 1562 ebenda) war eine niederländische Stifterin. Sie gründete das Leeuwenberch-Krankenhaus.

## Leben
Agnes van Leeuwenberch wurde um 1500 in Utrecht geboren. Sie war die Tochter von Henrick van Leeuwenberch und Margaretha Proys, hatte sieben Geschwister und stammte aus einer wohlhabenden Utrechter Familie. Dabei war sie das sechste Kind und die älteste Tochter. Die männlichen Familienmitglieder gehörten entweder dem Stadtrat, oder der Geistlichkeit an. Das Familienvermögen war durch Erbschaften und „gute Ehen“ nicht unerheblich. So hatte ihre Mutter das Gut Nieuw-Amelisweerd, zwischen Utrecht und Bunnik in die Ehe eingebracht.
Wann Agnes van Leeuwenberch heiratete, ist nicht bekannt. Ihr Mann, Steven van Rutenberch (gest. 1544), war Mitglied des Stadtrats von Arnheim und zwischen 1533 und 1544 abwechselnd Beigeordneter, Ratsherr und Bürgermeister von Arnheim. Vermutlich lebte sie in dieser Zeit mit ihrem Mann in Arnheim. Steven van Rutenberch wurde vom Herzog von Gelre zum Vogt von Anholt ernannt. Das Paar besaß ab 1538 das Landgut De Gouden en Zilveren Spijcker nördlich von Arnheim, das später Teil des Gutes Sonsbeek war. Steven van Rutenberch starb 1544 und wurde in der Kirche des Franziskanerklosters in Utrecht begraben. Agnes van Leeuwenberch lebte nach seinem Tod weiter in Utrecht.
Um ihr Vermögen kümmerte sich Agnes van Leeuwenberch sorgfältig. So verklagte sie als Erbin ihres Bruders den Staat Utrecht, da dieser ihrer Ansicht nach ihrem Bruder noch Geld schuldete. Den Fall verlor sie. Im Jahr 1548 drohte ihr, das Gut De Gouden en Zilveren Spijker an Kaiser Karl V. übertragen zu müssen, weil dieser nach seinem Sieg über den Herzog von Gelre dessen Domänen beschlagnahmt hatte. Auch hiergegen klagte sie, diesmal mit Erfolg, denn 1562 übertrug sie das Gut an die Kinder ihrer Schwägerin. Im Jahr 1549 wurde sie in Utrecht wegen Hinterziehung der Weinsteuer zu einer Geldstrafe verurteilt.

### Nachlass
Ihr Testament diktierte Agnes van Leeuwenberch im Jahr 1562 auf ihrem Krankenbett. In ihm vermachte sie ihr Geld „für den Unterhalt, die Lebenshaltungskosten und den Lebensunterhalt armer Leute, Männer und Frauen, die keinen Unterhalt haben, krank, vom Pech verfolgt, bettlägerig und auch von der Pest heimgesucht sind und ohne Almosen nicht leben könnten“. Sie starb im selben Jahr und wurde im Grab ihres Mannes in der Kirche des Franziskanerklosters in Utrecht beigesetzt.
Das Leeuwenberch Gasthuis (Hospital, ursprünglich für Pestkranke) wurde 1567 eröffnet. Zum Gedenken an die Gründerin wurde ein Grundstein in eine Mauer eingelassen, mit dem Text: „Hier ist Leewenberch entstanden/ Gelobt von Frau Agnes van Leeuwenberch/ Zum Wohle der von der Pest betroffenen Bürger/ Sie werden hier gefüttert und gestärkt, im Jahre 1567“. In der zweiten Hälfte des 17. Jahrhunderts fanden auch Patienten mit anderen ansteckenden Krankheiten Schutz im Hospital.
Das ursprüngliche Hospital  im Servaasbolwerk ging 1793 in den Besitz der Stadt Utrecht über. Anschließend wurde das Gebäude lange Zeit von der Niederländisch-Reformierten Kirche genutzt. Heute wird es von der Stiftung „Freunde des Leeuwenbergh Gasthuis“ verwaltet. In ihrem Namen wurde 2004 die Agnes van Leeuwenberch-Stiftung gegründet. Im Jahr 2006 eröffnete die Stiftung das „Huize Agnes“, das Frauen und ihren Kindern, die sich ohne gültige Aufenthaltspapiere in den Niederlanden aufhalten, eine vorübergehende Unterkunft bietet.